# Pavel Kantorek
Pavel Kantorek (ur. 8 lutego 1930 w Pradze, zm. 10 listopada 2023 tamże) – czeski lekkoatleta reprezentujący Czechosłowację, długodystansowiec, trzykrotny olimpijczyk.

## Kariera sportowa
Zajął 11. miejsce w biegu na 10 000 metrów i 27. miejsce w biegu maratońskim na igrzyskach olimpijskich w 1956 w Melbourne oraz 14. miejsce w maratonie na igrzyskach olimpijskich w 1960 w Rzymie. Na mistrzostwach Europy w 1962 w Belgradzie zajął w maratonie 5. miejsce, na igrzyskach olimpijskich w 1964 w Tokio 25. miejsce w tej konkurencji, a na mistrzostwach Europy w 1966 w Budapeszcie 8. miejsce, również w maratonie.
Zwyciężył w maratonie w Koszycach w 1958, 1962 i 1964, w maratonie w Enschede w 1959 i w maratonie w Fukuoce w 1961.
Był mistrzem Czechosłowacji w maratonie w 1956, 1958, 1959, 1961, 1962, 1964 i 1967 oraz wicemistrzem w 1966, a także drużynowym mistrzem w maratonie w 1956, 1958 i 1961 oraz wicemistrzem w 1962. W biegu na 10 000 metrów był mistrzem w 1961, wicemistrzem w 1951 i 1959 oraz brązowym medalistą w 1957 i 1961. Był również mistrzem w biegu ulicznym w 1956, 1957 (na 10 km), 1958 (na 25 km) i 1961 (na 10 km i na 25 km), wicemistrzem w 1952 i w 1960 (na 10 km) oraz brązowym medalistą w 1954 i 1955. W drużynie był mistrzem w biegu ulicznym w 1956, 1957 (na 10 km), 1960 (na 10 km), 1961 (na 10 km) i 1966, wicemistrzem w 1952 i 1955 oraz brązowym medalistą w 1954. W biegu przełajowym był wicemistrzem na długim dystansie w 1960, 1961 i 1964 oraz brązowym medalistą w 1957, a w drużynie mistrzem w 1960, 1961, 1964 i 1965 oraz wicemistrzem w 1957.  
Był dwukrotnym rekordzistą Czechosłowacji w maratonie do czasu 2:18:57,4 uzyskanego 2 grudnia 1962 w Fukuoce, a także w biegu na 30 000 metrów z wynikiem 1:34:54,2 (31 października 1962 w Starej Boleslavi.
Pozostałe rekordy życiowe Kantorka:
- bieg na 5000 metrów  – 14:27,8 (1962)
- bieg na 10 000 metrów  – 29:42,2 (1962)

Ukończył studia medyczne. Po zakończeni kariery pracował m.in. jak o trener na Kubie, a także jako lekarz misji dyplomatycznej Czechosłowacji w tym państwie (w latach 1978–1985).